# Fontanetto Po
Fontanetto Po es una localidad y comune italiana de la provincia de Vercelli, región de Piamonte, con 1.233 habitantes.

## Evolución demográfica
| Gráfica de evolución demográfica de Fontanetto Po entre 1861 y 2001 |
|                                                                     |
| Fuente ISTAT - elaboración gráfica de Wikipedia                     |